# Měšek Mladší
Měšek Mladší či Měšek Kališský (polsky Mieszko Młodszy; 1160/1165 – 2. srpna 1193 Kališ) byl kališský kníže v letech 1191 až do jeho smrti. Pocházel z dynastie Piastovců. Byl druhým synem Měška III. Starého a jeho druhé manželky Eudoxie Kyjevské.

## Předci
Měšek Mladší byl synem Měška III. Starého a Eudoxie Kyjevské. Mezi jeho vzdálené předky patřili i Přemyslovci, díky svazku Měškova pradědečka Vladislava I. Hermana a Judity Přemyslovny, dcery Vratislava II. Mezi další předky patřili i Štaufové, díky svazku Měškova dědečka Izjaslava II. Kyjevského s Anežkou, dcerou římského krále Konráda III. nebo i Arpádovci, díky svazku jeho prapradědečka Vratislava II. s Adlétou Uherskou, dcerou Ondřeje I.

## Život

### Mládí
Datum Měškova narození je neznámé. Jeho bratr Boleslav se narodil v roce 1159, zatímco nejmladší bratr Vladislav po roce 1165. Z toho historikové usuzují, že Měšek se narodil mezi lety 1160 až 1165.
Měšek je poprvé zmiňován v roce 1167 v listině Měška III. Starého a Kazimíra II. Spravedlivého na sjezdě v Jędrzejówě jako jeden ze synů velkopolského knížete.

### Vyhnanec
V roce 1173, po smrti Boleslava IV. Kadeřavého, se jeho otec Měšek stal knížetem krakovským. V roce 1177 se však proti Měškovi Starému vzbouřili Boleslav I. Vysoký, který byl po Měškovi nejstarším Piastovcem, Odon, který se měl stát duchovním a Kazimír II. Spravedlivý. Vzpoura se povedla, Krakov ovládl Kazimír II. Spravedlivý a ve Velkopolsku se stal knížetem Odon. Měšek III. Starý musel se svými syny Boleslavem, Měškem a Vladislavem utéct do ciziny. Pomoc mu nenabídl ani jeho zeť Soběslav II., ani Fridrich I. Barbarossa. Pomoc našel až u svého dalšího zetě Bogislava, s jehož pomocí se v roce 1181 vrátil do Velkopolska. Pravděpodobně ještě toho roku, se do Velkopolska vrátili i jeho synové.

### Na dvoře Leška Mazovského
Měšek, však stále toužil po ovládnutí Krakova, a tak hledal spojence proti Kazimírovi II. Spravedlivému. V roce 1184 se spojil s mazovským a kujavským knížetem Leškem, na jehož dvůr poslal Měška Mladšího, jakožto nástupce. Měšek se však brzy začal chovat jako kníže mazovský, Lešek se něj rozhněval a vyhnal jej z Mazovska. Lešek se spojil s krakovským knížetem Kazimírem II. Spravedlivým, kterého vyznačil na svého nástupce. Sám Měšek se již roku 1185 opět objevil na dvoře otce Měška Starého.
Lešek zemřel o rok později, Mazovsko získal Kazimír a Kujavsko získal Měškův otec. Na kujavského knížete vyznačil Měškova staršího bratra Boleslava.

### V Krakově
Roku 1191, kdy Kazimír II. Spravedlivý válčil na Kyjevské Rusi se část šlechty v Krakově vzbouřila a na trůn v Krakově dosadili Měška III. Starého. Ten však zůstal ve svém knížectví a do Krakova poslal Měška Mladšího nebo Boleslava Kujavského. Kazimír II. Spravedlivý se však brzy vrátil a znovu získal Krakov. Měšek padl do žaláře, ale brzy byl propuštěn a vrátil se zpět na dvůr Měška III.

### Kališským knížetem a smrt
Po navrácení do Velkopolska se Měšek III. Starý rozhodl, že se jeho syn a jmenovec stane knížetem kališským. Byl však podřízen otci a na zahraniční politiku měl jen minimální vliv. Měšek zemřel 2. srpna 1193 a zůstal pochovaný v kolegiátním kostele sv. Pavla apoštola v Kališi. Měšek se nikdy neoženil a ani neměl potomky. Kališským knížem se stal jeho nevlastní bratr Odon.